# آرتور باتری
آرتور باتری (انگلیسی: Arthur Buttery؛ ۲۰ دسامبر ۱۹۰۸ – ۱۹۹۰ (۸۱−۸۲ سال)) بازیکن فوتبال اهل بریتانیا بود.
از باشگاه‌هایی که در آن بازی کرده‌است می‌توان به باشگاه فوتبال بری، باشگاه فوتبال بریستول راورز، باشگاه فوتبال ولورهمپتون واندررز، باشگاه فوتبال استافورد رانجرز، باشگاه فوتبال والسال، و باشگاه فوتبال برادفورد سیتی اشاره کرد.